# Matheus Rocha
Matheus Rocha da Silva (Sorocaba, São Paulo, 10 de junio de 1981) es un cantante, compositor de canciones y actor brasileño.

## Biografía
Nacido en el municipio de Sorocaba interior de São Paulo, en una familia con varios músicos, creció oyendo acordes de viola. Pero fue en la iglesia que el don de cantante comenzó a desarrollarse. Durante su infancia y preadolescencia, él cantaba himnos en la iglesia que frecuentaba con la familia. A los 19 años, inspirado por ídolos del Pop y del Rock, Matheus ya llamaba la atención de las personas que pronto percibieron su talento y empezaron a invitarlo a presentarse en los bares de la región de Sorocaba. Al principio era un proyecto despretensioso y Matheus tenía un compromiso más, que era mantener a su hijo, pues él se había vuelto padre recientemente, a los 18 años. Para eso Matheus necesitaba complementar su presupuesto trabajando en tiendas de compras de la ciudad. En una de esas tiendas que el empresario Vander de Oliveira descubrió Matheus, cuando buscaba talentos para el proyecto Pontoquattro, que tenía como apoyador al actor de la Red Globo Humberto Martins. Algunos meses después, Matheus y los demás integrantes del Pontoquattro debutaron en el Domingão do Faustão y durante casi dos años fue interpretado del tema mundial de la serie Malhação por la Red Globo Internacional.

## Carrera
En 2003, dos ganadores del reality show Popstars y seleccionados para integrar a la discográfica brasileña Br'oz hasta 2005. En este período, lanzaron álbumes de estudio y un DVD, Br'oz (2003), Br'oz en el Olimpia en vivo (2003 ) y Segundo Ato (2004).
Después de finalizar el grupo Br'oz, dio continuidad a su carrera con la banda de Pop / Rock Sorocabana KM7NOVE, que terminó las actividades en 2007. En 2008 estrenó su carrera de actor en el musical de Broadway Aida, que se puso en cartelera teatro Cultura artística. En 2009 lanzó su primer trabajo en su primer trabajo en suelo titulado Ser o que Sou. En 2010, inició un nuevo proyecto de Pop / Rock con la banda Monk, en la que es vocalista desde entonces. El 10 de enero de 2018, anunció un hiato en su carrera, encerrando sus actividades por tiempo indefinido con la banda Monk y con el Br'oz.

## Discografía
- Ser o Que Sou (2009)

## Teatro
| Año  | Título                                  | Carácter |
| ---- | --------------------------------------- | -------- |
| 2008 | Aida                                    | Radamés  |
| 2011 | Quem Inventou o Amor foi Roberto Carlos | Victor   |